# Chlamydopsis loculosa
Chlamydopsis loculosa är en skalbaggsart som beskrevs av Lea 1925. Chlamydopsis loculosa ingår i släktet Chlamydopsis och familjen stumpbaggar. Inga underarter finns listade i Catalogue of Life.